# 新帐房站
新帐房站是位于中华人民共和国内蒙古自治区呼伦贝尔市牙克石市库都尔镇的一个铁路车站，建于1952年，有牙林铁路经过该站，现仅办理货运业务。车站距离牙克石站164公里，隶属中国铁路哈尔滨局集团，是四等站。